# زاميا سندوفالية
زاميا سندوفالية (الاسم العلمي:Zamia sandovalii) هي نوع غير مؤكد من النباتات تتبع جنس الزاميا من الفصيلة الزامية.